# Parque infantil El Principito
El Parque infantil El Principito es un histórico parador ubicado en el centro de Jardín América, esquina de la avenida San Martín y calle Chile, a metros de la Municipalidad y el Cuerpo de Bomberos de la Policía de Misiones, dentro del Barrio Zona Centro, uno de los barrios más antiguos de esta ciudad de la Provincia de Misiones.

## Ubicación geográfica

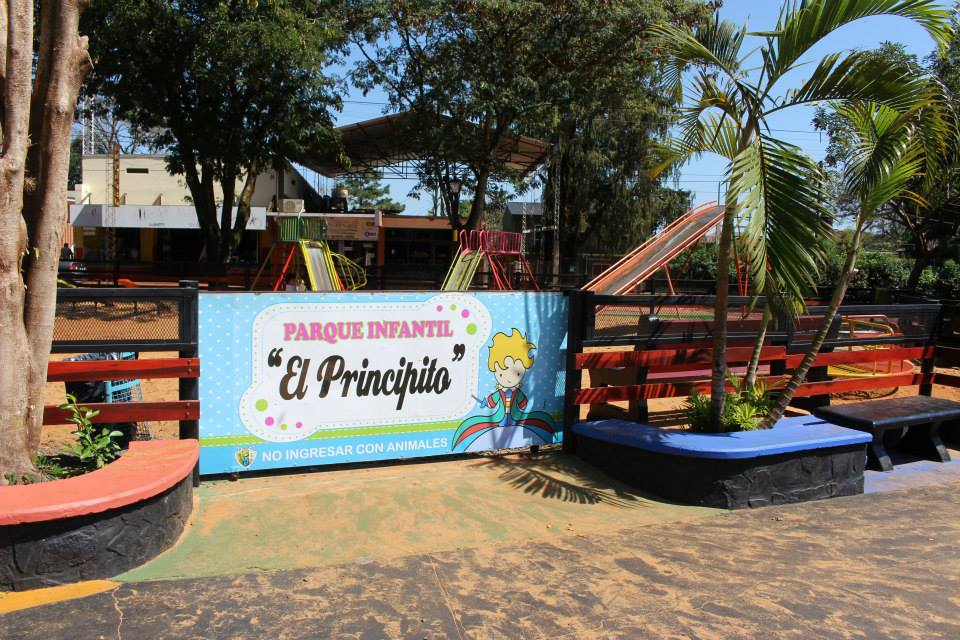
Parque infantil El Principito en Jardín América.

El Parque infantil El Principito se encuentra ubicado en la Manzana N.º 44, lindando al norte con la Avenida San Martín -frente a la Escuela N.º 284 «Comandante Tomás Espora»-, al oeste con la Calle Chile y al sur con el edificio del Cuartel de Bomberos de la Policía de Misiones. 

## Características
Este parque tiene una fuente de agua emulando a un salto en la parte sur y con una figura en la esquina principal de la plazoleta del famoso personaje El principito, novela corta y la obra más famosa del escritor y aviador francés Antoine de Saint-Exupéry (1900–1944).
Los espacios destinados al recorrido de los visitantes tienen como objetivo la comunicación con los demás sectores, con rampas de acceso para personas disminuidas físicamente. El acceso Norte tiene un pergolado y al final de la circulación en dirección sur un espacio para la ubicación de una fuente de agua. En este sector hay murales o paneles de mampostería para que los chicos puedan expresarse a través de grafitis.
Los juegos están divididos en tres sectores, uno destinado para los más pequeños con un arenero con juegos acordes a sus edades y una protección en todo su perímetro con vallas, con iluminación necesaria para su buen funcionamiento. Los otros dos sectores, al igual que el primero tienen acceso a través de rampas; además, los juegos de estos sectores son para niños de mayor edad que el primero.
El equipamiento consta de contenedores de residuos, bebederos de agua y bancos para el descanso de las familias que concurran al parque infantil.

## Publicaciones consultadas
- Municipalidad de Jardín América: “Parque infantil El Principito”. Jardín América, Misiones.
- Concejo Deliberante de Jardín América: “Cronología histórica de la Ciudad de Jardín América”.

## Periódicos consultados
- Diario “El Territorio”. Posadas, Misiones (1925–2014).
- Diario Primera Edición (1995).